# Да преживееш Коледа
„Да преживееш Коледа“ (на английски: Surviving Christmas) е американска романтична комедия от 2004 година на режисьора Майк Мичъл, по сценарий на Хари Елфронт, Дебора Каплан, Дженифър Вентимилия и Джошуа Стърнин. Във филма участват Бен Афлек, Джеймс Гандолфини, Кристина Апългейт и Катрин О'Хара.
Първоначално се планира филмът да излезе през 2003 г., но датата на излизана е сменена в последния момент, за да се избегне конкуренцията със научнофантастичния трилър с участието на Бен Афлек – „Заплащането“. Филмът получава отрицателни рецензии от критиката и получава приходи от само 15,1 млн. долара в световен мащаб при бюджет от 45 млн. долара, което го прави един от боксофис провалите на Мичъл. Филмът е номиниран за три „Златни малинки“, в това число за най-слаб филм, най-слаб актьор и най-слаб сценарий.

## Актьорски състав
| Актьор             | Роля               |
| ------------------ | ------------------ |
| Бен Афлек          | Дрю Латам          |
| Джеймс Гандолфини  | Том Валко          |
| Кристина Апългейт  | Алиша Валко        |
| Катрин О'Хара      | Кристин Валко      |
| Джон Зукърман      | Браян Валко        |
| Бил Мейси          | Ду-Да/Соул         |
| Дженифър Морисън   | Миси Вангилдър     |
| Удо Киер           | Хайнрих            |
| Дейвид Селби       | Хорас Вангилдър    |
| Стефани Фараси     | Летиша Вангилдър   |
| Стивън Рут         | Доктор Фрийман     |
| Си Ричардсън       | Дубльор на Ду-Да   |
| Танджи Амброуз     | Катрин             |
| Питър Джейсън      | Суит               |
| Рей Бъфър          | Арни               |
| Фил Люис           | Адвокатът Левайн   |
| Хейли Ноел Джонсън | Малко момиче       |
| Шон Маркет         | По-големият брат   |
| Соня Еди           | Дама от охраната   |
| Том Кени           | Човекът с подаръка |

## В България
В България филмът е пуснат по кината през 2004 г. от Съни Филмс.
През 2005 г. е пуснат на VHS и DVD от Прооптики.
През 2007 г. е излъчен за първи път по Би Ти Ви.
През 2010 г. се излъчва и по Нова телевизия.

### Дублажи
| Озвучаващи артисти  | Йорданка Илова Петя Миладинова Даниела Сладунова Ивайло Велчев Камен Асенов Здравко Методиев |
| Преводач            | Даниела Славчева                                                                             |
| Тонрежисьор         | Галина Наумова                                                                               |
| Режисьор на дублажа | Здрава Каменова                                                                              |

| Преводач            | Венета Маринова                                                            |
| Тонрежисьор         | Михаил Михайлов                                                            |
| Режисьор на дублажа | Яна Янева                                                                  |
| Озвучаващи артисти  | Христина Ибришимова Татяна Захова Илиян Пенев Здравко Методиев Васил Бинев |